# Lori Glaze
Lori Glaze és una científica i directora adjunta de la Divisió del centre de vol espacial Goddard de la NASA. Glaze va ser membre de l'Inner Planets Panel durant la més recent Planetary Science Decadal Survey, i va exercir un paper en el comitè executiu del Venus Exploration Analysis Group (VEXAG) de la des de fa diversos anys, que actua com a presidenta del grup des de 2013.
Ha estat involucrada amb diversos estudis de formulació del concepte de la missió Venus patrocinats per la NASA, incloent-hi com a membre de la Venus Flagship Science i Technology Definition Team (2009), com a campiona de ciències pel Venus Mobile Explorer (2010), i cocampiona de ciències per la Venus Intrepid Tessera Lander (2010).

## Vida
Glaze ha estat una defensora de les dones en la ciència i de la importància de comprendre a Venus en la nostra recerca per comprendre millor la Terra. Glaze té més de 15 anys d'experiència en la gestió científica, inclòs més de deu anys com a vicepresident de Proxemy Research, Inc. També va passar tres anys com a cap de laboratori associada i tres anys com a Directora adjunta a la Divisió d'Exploració del Sistema Solar del Centre de vol espacial Goddard de la NASA.
Glaze és l'investigadora principal d'una proposta de la missió Discovery de la NASA a Venus, Deep Atmosphere Venus Investigation of Noble gases, Chemistry, and Imaging (DAVINCI). Aquesta missió enviaria una sonda en un viatge a través de l'atmosfera de Venus, que descendiria pel terreny més accidentat i geològicament més complex del planeta. La sonda DAVINCI exploraria l'atmosfera del planeta de dalt a baix, incloses les capes atmosfèriques profundes en gran manera amagades pels instruments basats en la Terra i la nave espacial en òrbita. La DAVINCI seria la primera sonda nord-americana en gairebé quatre dècades per a atacar l'atmosfera de Venus.

## Èxits professionals i premis
- 2013 fins avui: Presidenta, del Venus Exploration Analysis Group (VEXAG)
- 2013 fins a dia d'avui: Membre del Subcomitè de Ciències Planetàries del Consell Assessor de la NASA
- 2009 a 2010: Premi Especial de Lideratge (Campiona de Ciències) de dos Estudis Conceptuals de Missió Decadal Planetària (Venus Mobile Explorer, Venus Intrepid Tessera Lander)
- 2009 a 2010: Membre de la National Academy of Science Decadal Survey, Inner Planets Panel
- 2009 a 2013: Membre del Comitè de Direcció del Venus Exploration Analysis Group (VEXAG) - Grup d'Anàlisi d'Exploració de Venus
- 2008 a 2009: Membre de l'equip de desenvolupament científic i tecnològic del Venus Flagship de la NASA
- 2007 a 2012: Editora associada per al Journal of Geofhysical Research, Solid Earth